# Nieuwe Joodse Begraafplaats (Praag)
De Nieuwe Joodse Begraafplaats (Tsjechisch: Nový židovský hřbitov) in Žižkov, Praag, werd in 1890 opgericht om het ruimteprobleem op de Oude Joodse Begraafplaats in de Joodse wijk Josefov te verlichten. De nieuwe begraafplaats is ongeveer 10 keer groter dan de oude en biedt plaats aan ongeveer 100.000 graven. Hoewel de Joodse traditie crematie niet toestaat, is er in 1933 ook een speciaal aangewezen ruimte voor urnen aangelegd. De begraafplaats is nog steeds in gebruik.
Het staat bekend om zijn vele art nouveau-monumenten, waaronder een grafsteen ontworpen door Jan Kotěra, en vele opmerkelijke werken door minder bekende kunstenaars. Het meest bezochte graf op de begraafplaats is het graf van schrijver Franz Kafka. In de zeshoekige zuil zijn ook de namen van zijn vader en moeder gegraveerd. Op het plaquette voor het graf staat vermeld dat zijn drie zussen in Duitse concentratiekampen omkwamen. In de muur tegenover Kafka's graf is een herdenkingsplaat aangebracht ter nagedachtenis van Max Brod, een goede vriend van Kafka wiens doel was Kafka's werk nog wijder te verspreiden.
Ook schrijver en journalist Arnošt Lustig en schrijfster Lenka Reinerová liggen er begraven.
In tegenstelling tot de grafteksten op de Oude Joodse Begraafplaats, die uitsluitend in het Hebreeuws zijn, zijn ze op de Nieuwe Joodse Begraafplaats voornamelijk in zowel het Duits als het Hebreeuws. De jongste graven hebben teksten in het Tsjechisch.

## Fotogalerij

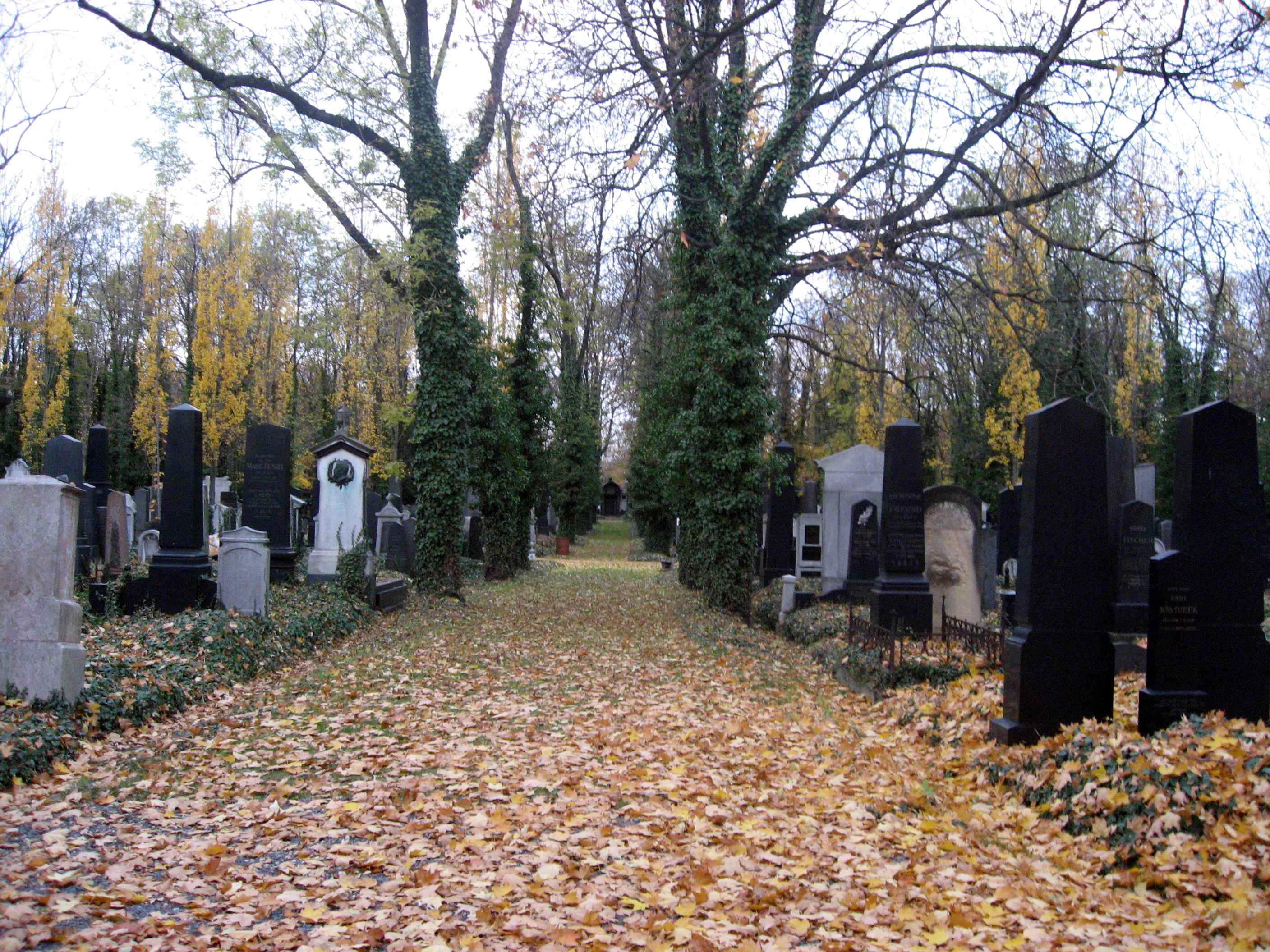
Een pad langs de vele graven.
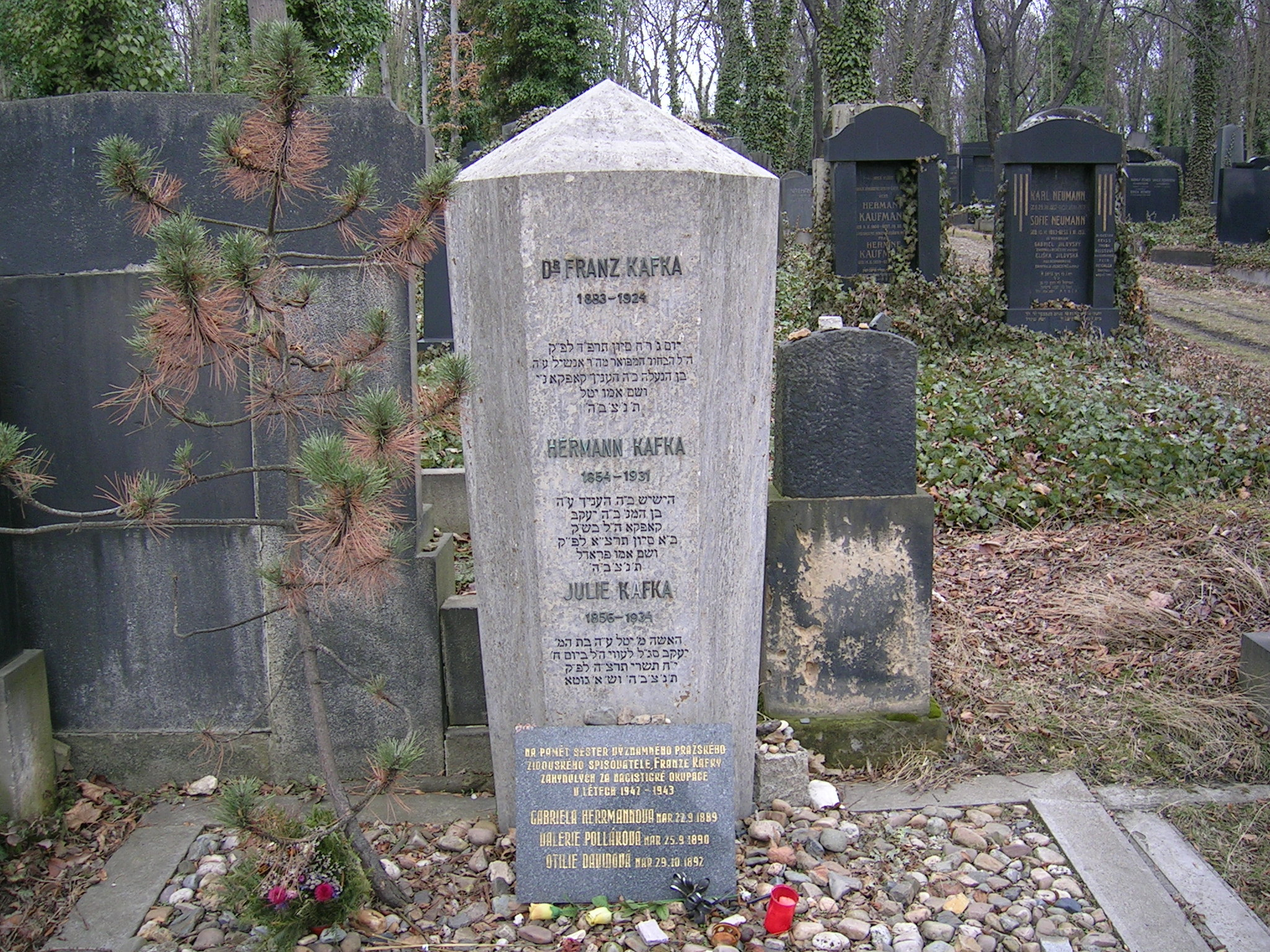
Het familiegraf van Franz Kafka.
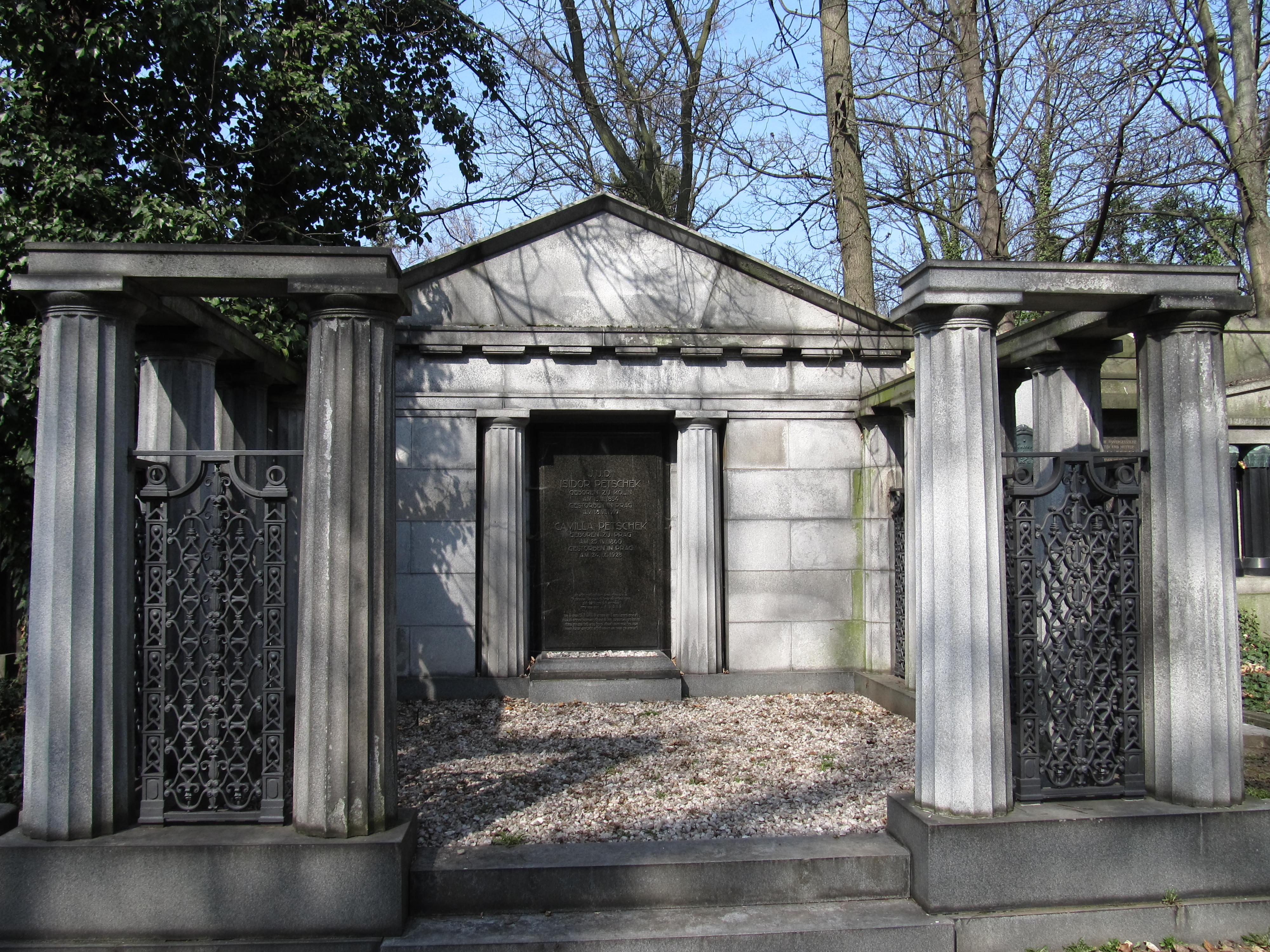
Het graf van advocaat Isidor Petschek.
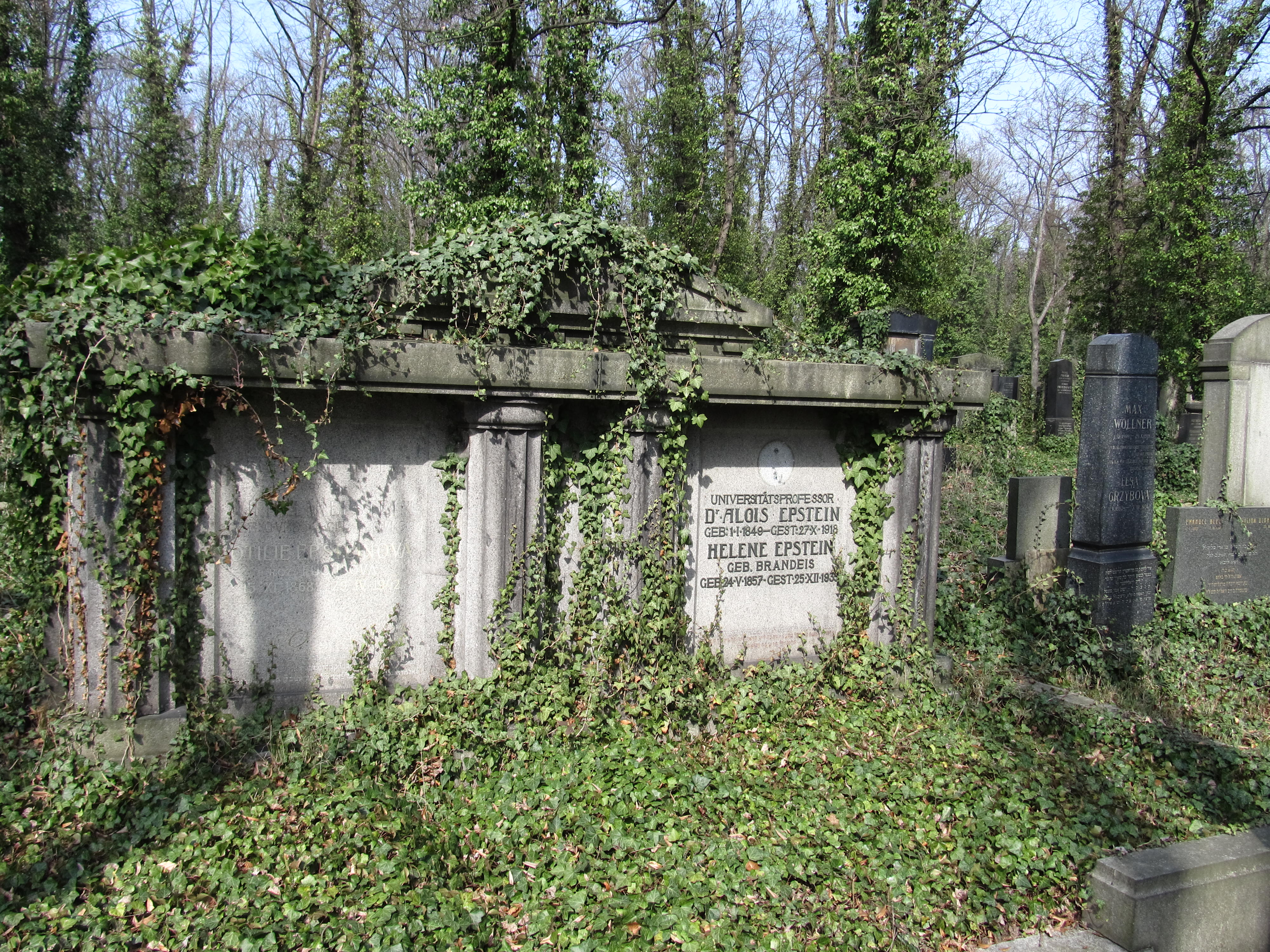
Het graf van kinderarts Alois Epstein.